# 带通滤波器

带通滤波器的通带

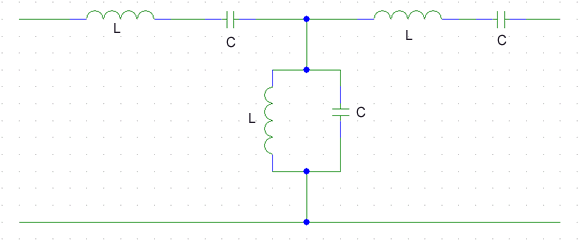
带通滤波器例子

带通滤波器（英語：band-pass filter，简称BPF）是一种可以通过一定范围内的频率信号，而阻止其他频率信号通过的电子滤波器。它只允许一定范围内的频率信号通过，同时阻止低于和高于该范围的频率信号通过。大多數實際通道都具有帶通特性。因此必須透過調變來轉換低通訊息訊號的頻率，以便發射的通帶訊號的頻譜可以與頻道的帶通特性相符。
带通滤波器通常由带阻滤波器和带通滤波器组成。带阻滤波器通过阻止一定范围内的频率信号，而允许其他频率信号通过。带通滤波器则相反，只允许一定范围内的频率信号通过，而阻止其他频率信号通过。
一个模拟带通滤波器的例子是电阻-电感-电容电路（RLC circuit）。这些滤波器也可以用低通滤波器同高通滤波器组合来产生。
一个理想的滤波器应该有一个完全平坦的通带，例如在通带内没有增益或者衰减，并且在通带之外所有频率都被完全衰减掉，另外，通带外的转换在极小的频率范围完成。实际上，并不存在理想的带通滤波器。滤波器并不能够将期望频率范围外的所有频率完全衰减掉，尤其是在所要的通带外还有一个被衰减但是没有被隔离的范围。这通常称为滤波器的滚降现象，并且使用每十倍频的衰减幅度dB来表示。通常，滤波器的设计尽量保证滚降范围越窄越好，这样滤波器的性能就与设计更加接近。然而，随着滚降范围越来越小，通带就变得不再平坦—开始出现“波纹”。这种现象在通带的边缘处尤其明显，这种效应称为吉布斯现象（Gibbs phenomenon）。
除了电子学和信号处理领域之外，带通滤波器应用的一个例子是在大气科学领域，很常见的例子是使用带通滤波器过滤最近3到10天时间范围内的天气数据，这样在数据域中就只保留了作为扰动的气旋。可以透過使用可變窄帶帶通濾波器來掃描感興趣的頻帶，並確定濾波器中帶頻率的能量，可用來測量功率訊號PSD或能量訊號ESD。
在频带较低的截止频率fL和较高的截止频率fH之间是共振频率，这里滤波器的插入損失最小，滤波器的带宽就是fL和fH之间的差值。

## 類比帶通濾波器
帶通濾波器分為兩類，窄帶和寬帶。如果上限截止頻率與下限截止頻率之比超過2，則該濾波器被視為寬帶類型。
窄帶帶通濾波器:濾波器的上限截止頻率與下限截止頻率之比約為2或更小，且不能設計為單獨的低通和高通濾波器。隨著上截止頻率與下截止頻率的比率減小，中心頻率處的損耗將會增加。
寬帶帶通濾波器:可分別設計單獨的低通和高通，然後並聯所得的低通和高通濾波器以滿足完整的帶通要求。
帶通濾波器的群延遲:當低通濾波器轉換為窄帶帶通濾波器時，延遲變換為關於中心頻率鏡像的對稱曲線。隨著頻寬從窄頻增加，延遲曲線的對稱性失真與濾波器的頻寬成正相關。
帶通濾波器的步階響應:窄帶通濾波器對中心頻率步階的響應包絡幾乎與有一半頻寬的等效低通濾波器的步階響應相同。訊號的過衝、振鈴等，都可以應用在載波包絡上
帶通濾波器的脈衝響應:窄帶帶通濾波器對中心頻率的短脈衝響應的包絡可以透過對低通脈衝響應進行去標準化來找到。如果突發寬度遠小於帶通濾波器的去標準化步階響應的上升時間，則近似是有效的。此外，中心頻率應該足夠高，可以使突發間隔期間有多週期。
有源帶通濾波器是直接根據帶通轉移函數設計的。為了從低通轉移函數獲得帶通的極點和零點，必須進行低通到帶通的變換。靈敏度可以用來衡量特定濾波器參數變化時的品質因數，或元件變化時的諧振頻率。除了因公差引起的誤差外，由於溫度、老化、濕度和其他環境條件的影響，元件會出現與其標稱值的偏差。這些變化會導致Q值和中心頻率等參數偏離設計值。
帶通濾波器的均衡方式與低通濾波器類似。首先將延遲軸乘以濾波器中心頻率來標準化延遲曲線。頻率除以f0並以rad/s表示，所有頻率標準化為中心頻率。找到一條互補曲線，並使用適當的均衡器，直到出現適當的擬合。
設計帶通濾波器的步驟:
1. 將給定的帶通濾波器需求轉換為標準化的低通格式。
2. 從標準化頻率響應曲線中選擇滿意的低通濾波器。
3 .將標準化的低通參數轉換為所需的帶通濾波器。